# 锡特内
48°7′21″N 24°17′38″E / 48.12250°N 24.29389°E
锡特内（烏克蘭語：Сітний），是烏克蘭西部外喀爾巴阡州拉希夫區亚西尼亚市镇的村落。始建於1947年，面積0.32平方公里，海拔高度726米，2001年人口142，人口密度每平方公里440人。